# پیامدهای عشق
پیامدهای عشق (به ایتالیایی: Le conseguenze dell'amore) نام فیلم تریلر روانشناسانه‌ای است که در سال ۲۰۰۴ به کارگردانی پائولو سورنتینو در ایتالیا ساخته شد. این فیلم موفق شد در پنج رشته از جمله بهترین فیلم، بهترین کارگردانی، بهترین فیلمنامه و بهترین بازیگر نقش اول مرد برندهٔ جایزهٔ داوید دی دوناتلّو (۲۰۰۵) شود.
پیامدهای عشق ماجرای مردِ ایتالیایی تاجرِ مرموزِ تنهایی است که در هتلی در سوئیس زندگی می‌کند و به‌نوعی با مافیا درگیر است.

## داستان
تیتا دی جیرولامو مردی میانسال و گوشه‌گیر است که هشت سال گذشته را در هتلی مجلل در لوگانو سوئیس زندگی کرده است. او هر روز کت و شلوار می‌پوشد و بدون تماس با دیگران پرسه می‌زند. صبح‌ها معماهای شطرنج روزنامه را حل می‌کند و شب‌ها با زوج اشرافی ورشکسته‌ای که در هتلی که زمانی صاحب آن بودند، بازی «گرَبِر» انجام می‌دهد. گاهی به خانواده‌اش در ایتالیا زنگ می‌زند اما همسرش همیشه بی‌میل به صحبت است و فرزندان بزرگسالش از او متنفرند. او به سوفیا، پیشخدمت زیبا و شیک‌پوش بار هتل علاقه‌مند می‌شود، اما به دلیل خجالتی بودن با او صحبت نمی‌کند زیرا می‌ترسد عشق زندگی یکنواخت اما آرامش را پیچیده کند.
دلایل پشت وضعیت عجیب تیتا به تدریج آشکار می‌شود. هشت سال پیش، تیتا کارگزاری بوده که مبالغ کلانی را سرمایه‌گذاری می‌کرده است. یک روز، او ۲۵۰ میلیارد لیر ایتالیا را از طرف کوزا نوسترا (مافیا) سرمایه‌گذاری کرد و در چند ساعت ۲۲۰ میلیارد آن را از دست داد. به عنوان مجازات، تیتا مجبور شده بقیه عمرش را به عنوان مهره‌ای برای مافیا زندگی کند و به طور منظم چمدان‌های پر از پول را به یک بانک سوئیسی تحویل دهد.
راز دیگر تیتا این است که او مصرف‌کننده هروئین است. هر چهارشنبه ساعت ده صبح، به اتاق هتلش می‌رود و این ماده را تزریق می‌کند.
یک روز، اتفاقاتی می‌افتد: برادر ناتنی جوان‌تر و معاشرتی تیتا از راه می‌رسد. او تیتا را تشویق می‌کند تا بیشتر با سوفیا ارتباط برقرار کند. بعدتر، دو مرد مافیایی ناگهان وارد اتاق هتل او می‌شوند تا از آن به عنوان پایگاهی برای انجام یک قتل استفاده کنند. هنگام خروج، دو گانگستر چمدان حاوی پولی را که تیتا باید آن هفته تحویل دهد، می‌بینند. سوفیا و تیتا رابطه‌ای دست‌و‌پا شکسته آغاز می‌کنند که عاشقانه است اما جنسی نیست. آنها با هم به خرید می‌روند و تیتا برای او کفش می‌خرد.
در همین حال، طی سفر آن هفته تیتا به بانک، کارمندان بانک هنگام شمارش دستی پول متوجه می‌شوند که ۱۰۰,۰۰۰ دلار کم است. تیتا از قبل از این موضوع آگاه است، اما با خونسردی وانمود می‌کند که از «اشتباه» آنها عصبانی است و درخواست می‌کند حسابش را ببندد. بلوف او به نتیجه مورد نظر می‌رسد: کارمندان بانک برای جلوگیری از رنجاندن او و تا حدی از ترس مافیا، وانمود می‌کنند که اشتباه شمرده‌اند و بدین ترتیب سرقت او گزارش نمی‌شود.
در نهایت مشخص می‌شود که تیتا پول را دزدیده تا برای سوفیا یک ماشین گران‌قیمت بخرد. او در ابتدا از این هدیه وحشت‌زده می‌شود، زیرا احساس می‌کند به اندازه کافی او را نمی‌شناسد، اما بعداً به اتاقش می‌آید تا عذرخواهی کند و بیشتر درباره او بداند. تیتا تمام رازهایش را به او می‌گوید و سوفیا آنقدر تحت تأثیر قرار می‌گیرد که پیشنهاد می‌دهد روز بعد پنجاهمین سالگرد تولد او را جشن بگیرند. تیتا می‌پذیرد.
روز بعد، دو آدمکش مافیایی بازمی‌گردند و چمدان آن هفته را می‌دزدند. تیتا وحشت‌زده بلافاصله با رابط مافیایی خود، پیپو، تماس می‌گیرد که به او می‌گوید همان روز به جنوب ایتالیا پرواز کند تا توضیح دهد، اما تیتا می‌گوید به دلیل قراری که دارد دو روز بعد خواهد رسید. با این حال، وقتی سوفیا برای جشن تولدش نمی‌آید، تیتای افسرده با تصور اینکه هیچکس دوستش ندارد، زودتر به سمت فرودگاه حرکت می‌کند. در واقعیت، سوفیا به دلیل تصادف با ماشین نیامده و آمبولانس حامل او در مسیر خروج از شهر از کنار ماشین تیتا می‌گذرد.
تیتا پس از رسیدن به مقصد، به هتلی در نزدیکی برده می‌شود و پس از انتظار در یک اتاق مهمان، توسط رئیس بازجویی می‌شود. تیتا توضیح می‌دهد که پول را بازیافته است [در یک فلش‌بک می‌بینیم که وقتی پول در ابتدا توسط دو مرد دزدیده شد، تیتا آرامش خود را بازیافت، اسلحه‌اش را برداشت و برق آسانسور را قطع کرد، و آنها را مجبور کرد برای فرار از پله‌ها استفاده کنند. این باعث کُند شدن آنها شد و تیتا توانست خودش از آسانسور استفاده کند تا زودتر به پارکینگ برسد. او در ماشینش پنهان شد و وقتی آن دو رسیدند، آنها را کشت].
رئیس از تیتا می‌پرسد چرا فقط پول را واریز نکرده و خودش را از این سفر نجات نداده، اما تیتا به او می‌گوید که نمی‌خواهد آن را پس دهد، زیرا آنها زندگی‌اش را دزدیده‌اند. در این لحظه، رئیس مافیا به طرز شومی به یکی از زیردستانش می‌گوید حساب تیتا را به شخص دیگری منتقل کند و سپس از تیتا می‌خواهد بگوید پول کجاست. تیتا دوباره امتناع می‌کند. او توسط نگهبانان برده می‌شود و صبح روز بعد به یک محل ساخت‌وساز منتقل می‌شود. در اینجا او را از یک جرثقیل بالای ظرفی از بتن تازه آویزان می‌کنند و به او می‌گویند که اگر محل پول را فاش نکند، در بتن غرق خواهد شد. از آنجا که او قبلاً پول را به زوج اشرافی سالخورده در هتل داده، امتناع می‌کند.
فیلم با پایین بردن تیتا به داخل بتن و فکر کردن او به دوست صمیمی از دست رفته‌اش دینو، که به عنوان برقکار در آلپ کار می‌کند، پایان می‌یابد.